# Maloti-Drakensberg-Park
Der Maloti-Drakensberg-Park ist eine grenzüberschreitende UNESCO-Welterbestätte, die sich aus dem ukhahlamba-Drakensberg Park in Südafrika und dem Sehlabathebe-Nationalpark in Lesotho zusammensetzt. Der Park ist bekannt für seine spektakuläre Naturlandschaft, seine Bedeutung als Zufluchtsort für viele bedrohte und endemische Arten und für seinen Reichtum an Felsmalereien, die von der Sanbevölkerung über einen Zeitraum von 4000 Jahren geschaffen wurden.
Der Namensteil „Maloti“ bedeutet „Gebirge“ oder „Berge“. Hier verläuft die Wasserscheide zwischen den Einzugsgebieten des Caledon und des Orange River.

## Beschreibung
Das Welterbe Maloti-Drakensberg-Park ist ein länderübergreifendes Schutzgebiet, das sich über die Grenze zwischen dem Königreich Lesotho und der Republik Südafrika erstreckt. Das Gebiet umfasst den Sehlabathebe-Nationalpark (6500 ha) in Lesotho und den uKhahlamba-Drakensberg-Park (242.813 ha) in Südafrika. Das Gelände umfasst eine Fläche von insgesamt 249.313 ha und ist damit der größte Schutzgebietskomplex entlang der Großen Randstufe im Süden Afrikas.
Die Bergkette des Maloti-Drakensberg-Parks ist das wichtigste Wasserversorgungsgebiet im südlichen Afrika. Die Grenze zwischen den beiden Ländern bildet die Wasserscheide für zwei der größten Einzugsgebiete im südlichen Afrika. Der Thukela-Fluss aus dem uKhahlamba-Drakensberg-Park fließt nach Osten in den Indischen Ozean. Die Flüsse des südlichen Maloti-Drakensberg-Parks einschließlich des Sehlabathebe-Nationalparks entwässern in den Senqu/Oranje, der westwärts in den Atlantischen Ozean mündet.

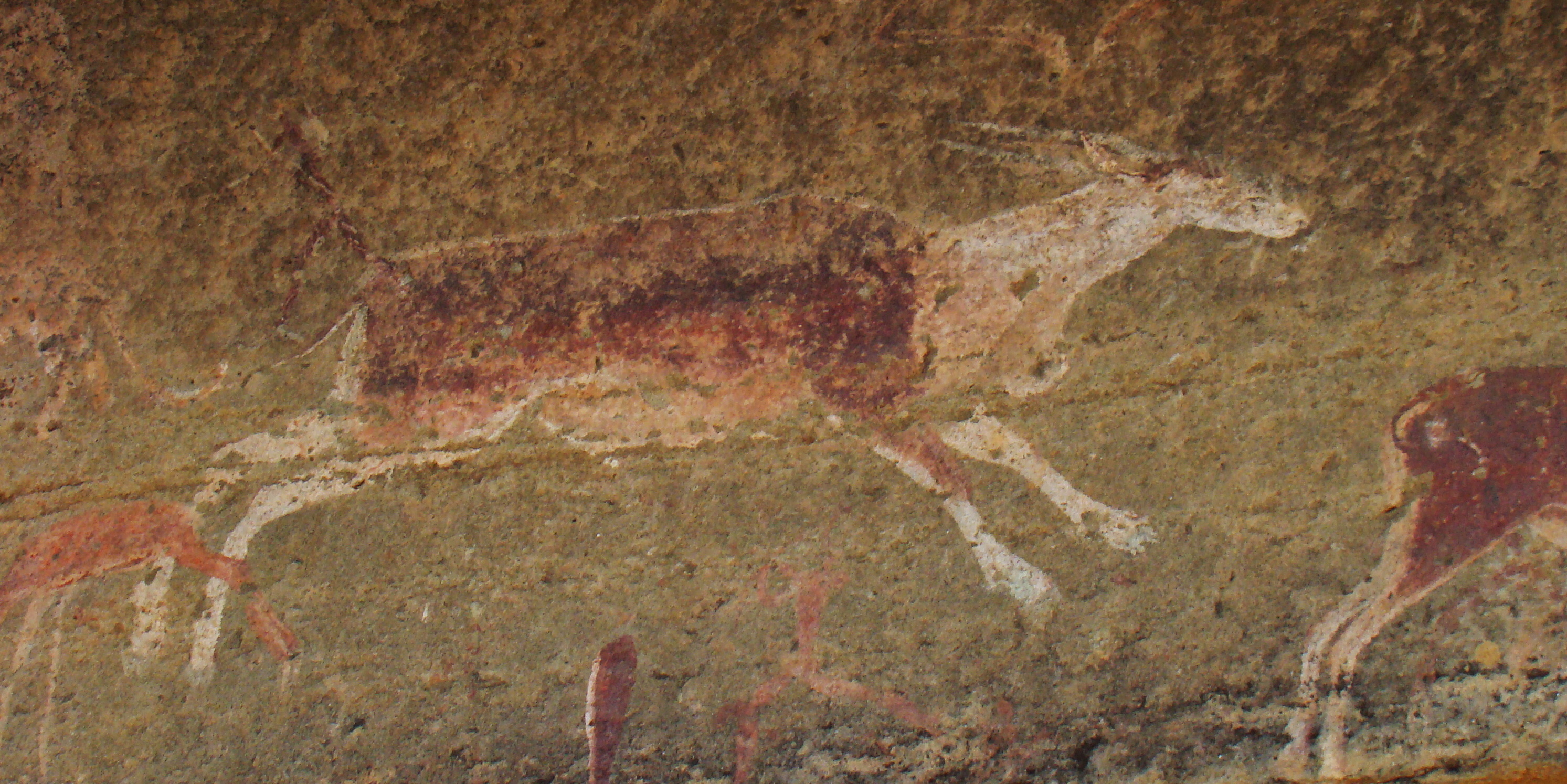
1000–2000 Jahre alte Felszeichnung der San in den Drakensbergen, die eine Elenantilope zeigt.

Mit seinen unberührten, steil abfallenden Flusstälern und felsigen Schluchten verfügt das Gelände über zahlreiche Höhlen und Felsunterstände mit schätzungsweise 690 Felskunststätten und über 35.000 Einzelbildern. Die Bilder zeigen Tiere und Menschen und geben Einblicke in das spirituelle Leben des San-Volkes. Sie zeugen von einer außergewöhnlich kohärenten Tradition, die über mehrere Jahrtausende hinweg ihren Glauben und ihre Weltanschauung verkörperte. Es gibt daneben auch Felsmalereien aus dem 19. und 20. Jahrhundert, die den Bantu sprechenden Völkern zugeschrieben werden.
Die Welterbestätte bietet mehr als 250 endemischen Pflanzenarten und der mit ihnen verbundenen Fauna ein lebenswichtiges Rückzugsgebiet. Der uKhahlamba-Drakensberg-Park beherbergt darüber hinaus fast die gesamte restliche subalpine und alpine Vegetation der Provinz KwaZulu-Natal, einschließlich ausgedehnte Feuchtgebiete in Höhenlagen über 2.750 m und ist ein Ramsar-Gebiet. Er wurde als Important Bird Area ausgewiesen und bildet einen wichtigen Teil der Lesotho Highlands Endemic Bird Area.

## Eintragung als Welterbe
Im Jahr 2000 wurde zunächst der Ukhahlamba-Drakensberg Park aufgrund eines Beschlusses der 24. Sitzung des Welterbekomitees als gemischte Welterbestätte Südafrikas in die Liste des UNESCO-Welterbes eingetragen. 2013 erfolgte die Erweiterung um den Sehlabathebe-Nationalpark aus Lesotho und die Umbenennung in Maloti-Drakensberg-Park.
Die Welterbestätte umfasst eine Fläche von 249.313 Hektar mit einer Pufferzone von 46.630 Hektar.
Die Eintragung erfolgte aufgrund der Kriterien (i), (iii), (vii) und (x).

„(i): Die Felskunst des Maloti-Drakensberg-Parks ist die größte und dichteste Gruppe von Felsmalereien in Afrika südlich der Sahara und zeichnet sich sowohl durch ihre Qualität als auch durch ihre thematische Vielfalt aus.“

„(iii): Das Volk der San lebte mehr als vier Jahrtausende lang in der bergigen Gegend der Maloti-Drakensberge und hinterließ ein Werk herausragender Felskunst, ein einzigartiges Zeugnis, das viel Licht auf ihre Lebensweise und ihren Glauben wirft.“

„(vii): Die Stätte hat eine außergewöhnliche natürliche Schönheit mit hoch aufragenden basaltischen Felsen, prägnanten, spektakulären Kulissen und goldenen Sandsteinwänden. Hügeliges, hochgelegenes Grasland, unberührte, steil abfallende Flusstäler und felsige Schluchten tragen ebenfalls zur Schönheit der Stätte bei.“

„(x): Das Gebiet enthält bedeutende natürliche Lebensräume für die Erhaltung der lokalen biologischen Vielfalt. Es verfügt über einen herausragenden Artenreichtum, insbesondere an Pflanzen. Es ist als globales Zentrum für Pflanzenvielfalt und Endemismus anerkannt und gehört zu einer eigenen Florenregion – der ‚Drakensberg Alpine Region of South Africa‘. Es liegt auch in einem weltweit wichtigen endemischen Vogelgebiet und ist bemerkenswert für das Vorkommen einer Reihe von weltweit bedrohten Arten, wie z. B. dem Gelbbrustpieper. Die Vielfalt der Lebensräume ist herausragend und erstreckt sich über alpine Hochebenen, steile Felshänge und Flusstäler. Diese Lebensräume schützen in hohem Maße endemische und bedrohte Arten.“